# چاینا شیورز
چاینا شیورز (انگلیسی: China Shavers؛ زادهٔ ۱۶ ژوئن ۱۹۷۷) هنرپیشه اهل ایالات متحده آمریکا است. وی از سال ۱۹۹۶ میلادی تاکنون مشغول فعالیت بوده‌است.
از فیلم‌ها یا برنامه‌های تلویزیونی که وی در آن نقش داشته‌است می‌توان به دکتر هاوس، سابرینا جادوگر نوجوان و نشنال لمپون آدام و ایو اشاره کرد.